# Fernando Vázquez Ocaña
Fernando Vázquez Ocaña (Baena, 1910-México, 1966) fue un periodista y político socialista español.

## Biografía
Muy joven se trasladó a Córdoba, donde simultaneó los estudios con un modesto trabajo de oficinista y con sus inclinaciones literarias. La designación como redactor-jefe de la revista Andalucía le hizo orientar su vida profesional hacia el periodismo, fundando y dirigiendo las publicaciones El Sur y Política. 
Compaginó el periodismo con la política. Militante del Partido Socialista Obrero Español (PSOE), en las elecciones generales de 1933 fue elegido diputado por la  circunscripción de Córdoba, lo que le llevó a instalarse poco después en Madrid. Allí alternó su actividad parlamentaria con la periodística, publicando en El Socialista, donde como redactor-jefe jugará una destacada influencia en el gobierno del Frente Popular. 

### Guerra Civil
En 1937, la Guerra Civil le obligó a marchar a Valencia, donde dirigió El Mercantil Valenciano. Tras ser designado Juan Negrín jefe del Gobierno, nombró responsable de prensa a Fernando Vázquez, a quien la fase final de la guerra le llevó a Barcelona, donde dirigirá La Vanguardia. Allí fallecería su esposa, María Jiménez, con quien tenía ocho hijos y que fueron acogidos por familias belgas. 
Tras una breve estancia en París, al término de la guerra, Vázquez Ocaña se exilió en México, donde reanudó su actividad periodística. Su hija Carmen señalaba que "no tenía más arma que su pluma para alimentar, vestir y pagar estudios a su numerosa prole". También escribió biografías –entre ellas una de Federico García Lorca- y guiones de cine, y pronunció conferencias en el Centro Andaluz, donde se relacionó con otros intelectuales exiliados como Pedro Garfias, Juan Rejano y José Bergamín.

## Obras
- —— (1957). Federico García Lorca. Vida, cántico y muerte. México, Grijalbo.